# Nagato (couraçado)
O Nagato (長門) foi um navio couraçado operado pela Marinha Imperial Japonesa e a primeira embarcação da Classe Nagato, seguido pelo Mutsu. Sua construção começou em agosto de 1917 no Arsenal Naval de Kure e foi lançado ao mar em novembro de 1919, sendo comissionado na frota japonesa em novembro do ano seguinte. Era armado com uma bateria principal de oito canhões de 410 milímetros montados em quatro torres de artilharia duplas, possuía um deslocamento de mais de 39 mil toneladas e alcançava uma velocidade máxima de mais de 25 nós.
O Nagato foi finalizado alguns anos depois do fim da Primeira Guerra Mundial e ajudou a transportar suprimentos para as vítimas do Grande Sismo de Kantō em 1923. Entre as décadas de 1920 e 1930 a embarcação teve uma carreira sem incidentes e alternou períodos de serviço ativo com estadas na reserva, em que atuou como navio de treinamento. Ele passou por enormes modernizações entre 1934 e 1936 que reformularam seu armamento, fortaleceram sua blindagem, aprimoraram seus maquinários internos e reconstruíram sua superestrutura, dentre outras modificações.
O couraçado brevemente participou da Segunda Guerra Sino-Japonesa. O Nagato não se envolveu em operações nos primeiros anos da Segunda Guerra Mundial, com exceção da Batalha de Midway em 1942. Depois disso esteve presente na Batalha do Mar das Filipinas e da Batalha do Golfo de Leyte, ambas em 1944. A Marinha Imperial estava com escassez de combustível na época e o navio foi designado para funções de defesa de costa como plataforma antiaérea. Foi tomado pelos Estados Unidos depois do fim da guerra e afundado em 1946 durante a Operação Crossroads.

## Características

### Originais

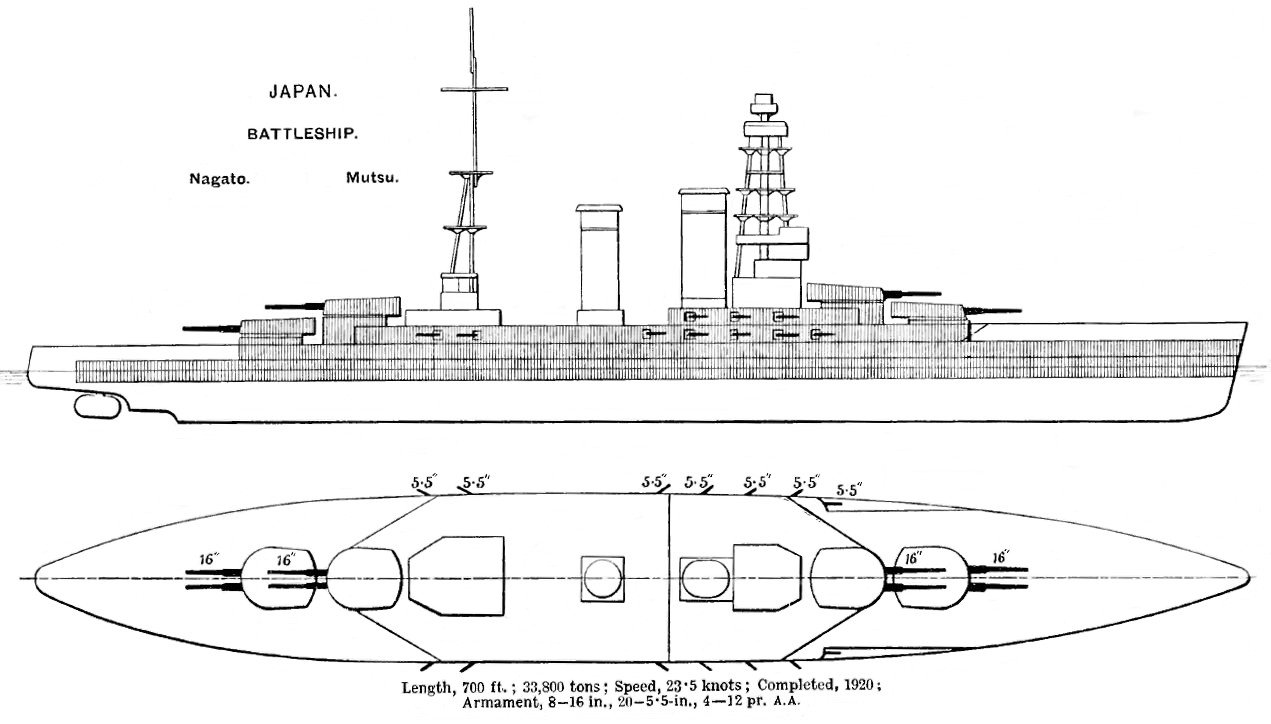
Desenho da Classe Nagato como construída, antes das modernizações

Como originalmente construído, o Nagato tinha 201,17 metros de comprimento entre perpendiculares e 215,8 metros de comprimento de fora a fora, calado de 9,08 metros e boca de 29,02 metros. O navio possuía um deslocamento padrão de 32 720 toneladas, porém esse valor podia chegar a 39 116 toneladas quando totalmente carregado. Seu sistema de propulsão era composto por 21 caldeiras Kampon que impulsionavam quatro conjuntos de turbinas a vapor Gihon, que chegavam a produzir oitenta mil cavalos-vapor (58,8 mil quilowatts) de potência. O Nagato era capaz de alcançar uma velocidade máxima de 26,5 nós (49,1 quilômetros por hora). Ele podia carregar até 1,6 mil toneladas de carvão e 3,5 mil toneladas de óleo combustível, o que lhe proporcionava uma autonomia de 5,5 mil milhas náuticas (10,2 mil quilômetros) a uma velocidade de dezesseis nós (trinta quilômetros por hora). Sua tripulação tinha 1 333 oficiais e marinheiros.
A bateria principal consistia em oito canhões calibre 45 de 410 milímetros. Estes eram montados em quatro torres de artilharia duplas, duas na proa e duas na popa, em ambos os casos com uma torre sobreposta a outra. Seus armamentos secundários tinham vinte canhões calibre 50 de 140 milímetros em casamatas nas laterais do casco e da superestrutura. Também havia quatro canhões calibre 40 de 76 milímetros em montagens simples para defesa antiaérea. Por fim, o couraçado foi equipado com oito tubos de torpedo de 533 milímetros, quatro de cada lado, dois submersos e dois acima da linha d'água. O cinturão de blindagem tinha entre cem milímetros de espessura na extremidade inferior e 305 milímetros na parte central; acima ficava uma linha de placas com 229 milímetros de espessura. O convés principal era protegido com uma blindagem de 69 milímetros, enquanto o convés inferior tinha 75 milímetros de espessura. As torres de artilharia principal tinham blindagem de 305 milímetros na frente, 190 a 230 milímetros nas laterais e 127 a 152 milímetros no teto. A proteção das barbetas era de 305 milímetros, enquanto as casamatas eram defendidas por placas de 25 milímetros. A torre de comando tinha 369 milímetros de espessura.

### Modificações

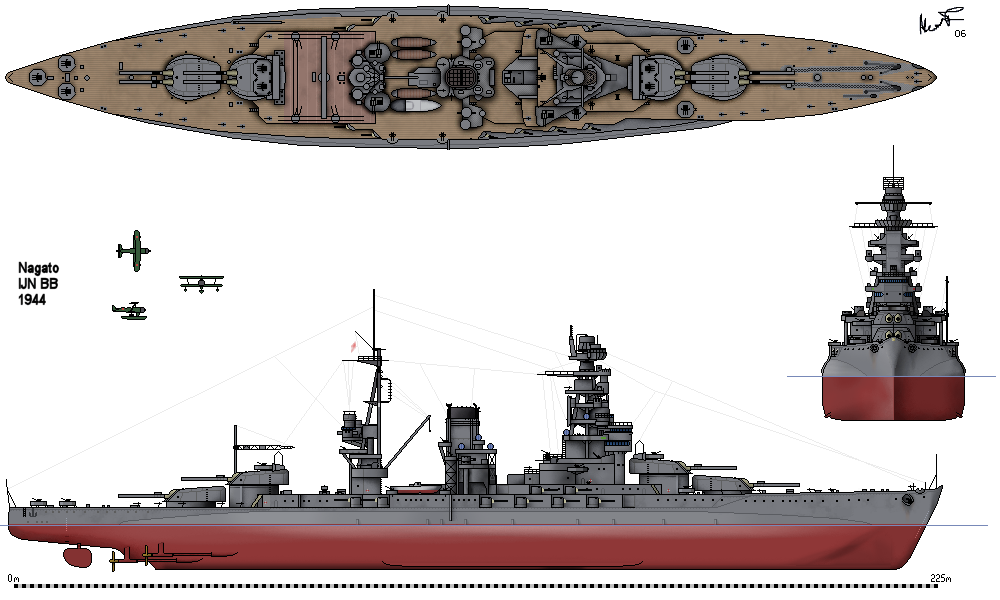
Configuração do Nagato em 1944

A proa do Nagato foi remodelada em 1930 para reduzir a quantidade de água que respingava no seu convés, o que aumentou o comprimento em 1,59 metros. Sua reconstrução de 1934 a 1936 aumentou a popa em 7,55 metros, sua superestrutura foi reconstruída no estilo de mastro pagode e protuberâncias antitorpedo foram instaladas para melhorar a proteção subaquática e compensar o aumento de peso em outras áreas. Essas mudanças aumentaram seu comprimento de fora a fora para 224,94 metros, seu calado para 9,49 metros e sua boca para 34,6 metros. Seu deslocamento também cresceu para 46 690 toneladas quando totalmente carregado. Seu sistema de propulsão também foi remodelado, com todas as suas caldeiras sendo substituídas por dez caldeiras Kampon, enquanto as turbinas foram trocadas por modelos mais modernos e leves. Sua velocidade máxima mesmo assim diminuiu para 24,98 nós (46,26 quilômetros por hora). As protuberâncias também podiam ser usadas para guardar combustível, o que aumentou a capacidade para 5 650 toneladas, permitindo uma autonomia de 8 560 milhas náuticas (16 020 quilômetros) a dezesseis nós.
As torres de artilharia principais foram substituídas em meados da década de 1930 por aquelas que originalmente seriam instaladas nos cancelados couraçados da Classe Tosa; estas torres tinham sido modificadas para permitir um alcance de disparo maior. Seus quatro tubos de torpedo acima da linha d'água foram removidos em 1926, enquanto os tubos restantes foram tirados na modernização de 1934 a 1936. Três canhões antiaéreos de 76 milímetros foram instalados em 1926 na base do mastro principal, porém todas as armas desse tipo foram substituídas em 1932 por oito canhões de 127 milímetros instalados em quatro montagens duplas na dianteira e traseira da superestrutura. Os dois canhões mais dianteiros de 140 milímetros foram removidos na modernização, enquanto os restantes tiveram sua elevação máxima aumentada. Um número desconhecido de metralhadoras Hotchkiss M1929 licenciadas de 13 milímetros em montagens duplas foram instalados na mesma época. Vinte canhões antiaéreos Hotchkiss de 25 milímetros em montagens duplas e simples foram adicionados em 1939, com armas adicionais desse tipo sendo instaladas no decorrer da guerra; foi relatado em 10 de julho de 1944 que o Nagato tinha 98 canhões de 25 milímetros. Mais trinta foram adicionados em novembro, junto com mais dois canhões de 127 milímetros nas laterais da chaminé.
As novas torres de 410 milímetros instaladas durante a reconstrução tinham uma blindagem maior do que as originais. A blindagem frontal tinha 460 milímetros de espessura, laterais de 280 milímetros e um teto que ficava entre 230 e 250 milímetros de espessura. A blindagem sobre as áreas de maquinários e depósitos de munição do navio foi aumentada em 38 milímetros no convés superior e em 25 milímetros no convés superior blindado. Essas adições aumentaram o peso total da blindagem da embarcação em 13 032 toneladas, equivalente a 32,6 por cento do deslocamento total. A blindagem das barbetas do Nagato foi reforçada no início de 1941, em preparação para a guerra, com placas de cem milímetros acima do convés principal e com placas de 215 milímetros abaixo. Uma plataforma de decolagem de aeronaves foi instalada na segunda torre de artilharia em 1925, com ela tendo sido removida no ano seguinte após testes. Uma catapulta de decolagem foi adicionada entre o mastro principal e a terceira torre de artilharia em 1933, com um guindaste desmontável sendo colocado à bombordo. O Nagato era capaz de operar dois ou três hidroaviões. Uma catapulta mais poderosa foi instalada em 1938 para poder lidar com aeronaves mais pesadas. A tripulação total cresceu para 1 368 oficiais e marinheiros em 1935 e depois para 1 734 em 1944.

## História

### Início de carreira

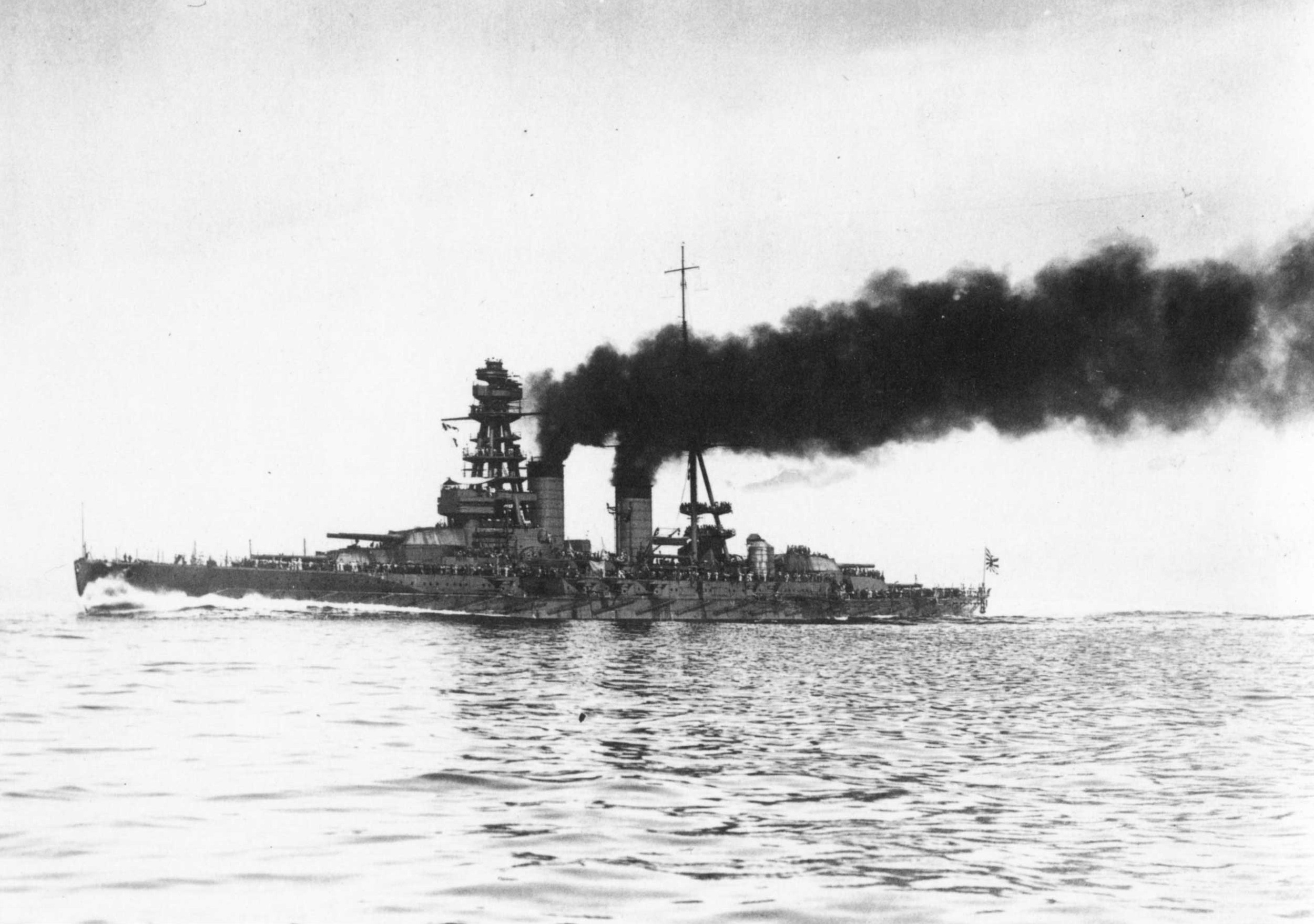
O Nagato durante seus testes marítimos em 30 de setembro de 1920

O Nagato foi encomendado em 12 de maio de 1916. Seu batimento de quilha ocorreu em 28 de agosto de 1917 no Arsenal Naval de Kure e foi lançado ao mar em 9 de novembro de 1919 pelo almirante Katō Tomosaburō, tendo sido nomeado em homenagem à antiga Província de Nagato. A embarcação foi finalizada em 15 de novembro de 1920 e comissionada dez dias depois com o capitão Nobutaro Iida no comando. O Nagato foi designado para servir na 1ª Divisão de Couraçados e tornou-se a capitânia do contra-almirante Sōjirō Tochinai. O couraçado foi inspecionado por Hirohito, Príncipe Herdeiro, em 13 de fevereiro de 1921, com o capitão Kanari Kabayama substituindo Iida em 1º de dezembro. O navio recepcionou o marechal francês Joseph Joffre em 18 de fevereiro de 1922 e depois Eduardo, Príncipe de Gales, junto com seu ajudante de campo o tenente Louis Mountbatten, em 12 de abril.
A embarcação transportou suprimentos para Kyushu em 4 de setembro de 1923 a fim de socorrer as vítimas do Grande Sismo de Kantō, que tinha devastado a região três dias antes. Ajudou a afundar o obsoleto couraçado Satsuma junto com seu irmão Mutsu em 7 de setembro de 1924 durante exercícios de artilharia na Baía de Tóquio, seguindo também os termos do Tratado Naval de Washington de 1922. O Nagato foi transferido para a reserva em 1º de dezembro, tornando-se um navio-escola. Testes de manejo e decolagem de aeronaves foram realizados a bordo do couraçado em agosto de 1925. Ele foi reativado como a capitânia da Frota Combinada em 1º de dezembro do mesmo ano, com o almirante Keisuke Okada comandando a formação a partir do Nagato. O capitão Kiyoshi Hasegawa assumiu o comando da embarcação em 1º de dezembro de 1926.
O navio voltou para a reserva em 1º de dezembro de 1931 e seu armamento antiaéreo foi aprimorado no ano seguinte. Ele participou de manobras da frota em agosto de 1933 ao norte das Ilhas Marshall e começou sua primeira modernização em 1º de abril de 1934. Esta foi completada em 31 de janeiro de 1936 e o Nagato foi designado de volta para a 1ª Divisão de Couraçados da 1ª Frota. Um grupo de oficiais do Exército Imperial Japonês realizou uma tentativa de golpe de estado em 26 de fevereiro e o couraçado foi colocado na Baía de Tóquio, com alguns de seus marinheiros desembarcando em apoio ao governo. Em agosto ele transportou 1 749 soldados do 43º Regimento de Infantaria da 11ª Divisão de Infantaria de Shikoku para Xangai durante a Segunda Guerra Sino-Japonesa. Seus hidroaviões bombardearam alvos em Xangai em 24 de agosto e o Nagato retornou para Sasebo no dia seguinte. O couraçado se tornou um navio de treinamento em 1º de dezembro até se tornar em 15 de dezembro de 1938 a capitânia da Frota Combinada. Ele participou de uma Revista Imperial da Frota em 11 de outubro de 1940 e no início do ano seguinte foi reformado para a Segunda Guerra Mundial.

### Segunda Guerra

#### Primeiros anos

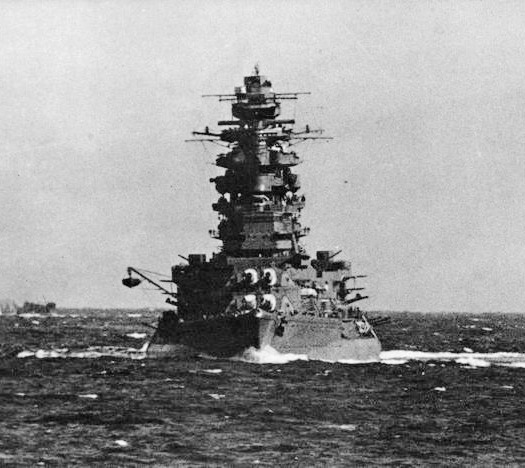
O Nagato em outubro de 1941

O almirante Isoroku Yamamoto emitiu ordens em 2 de dezembro de 1941 a bordo do Nagato, então ancorado em Hashirajima, para que a 1ª Frota Aérea no Oceano Pacífico prosseguisse com o planejado ataque a Pearl Harbor, no Havaí. A embarcação então partiu no dia 8 para as Ilhas Bonin na companhia do Mutsu e dos couraçados Hyūga, Yamashiro, Fusō e Ise da Divisão de Couraçados 2, mais o porta-aviões Hōshō, a fim de proporcionar cobertura para a retirada da frota que tinha atacado Pearl Harbor, retornando para o Japão seis dias depois. Yamamoto transferiu seu comando para o recém-comissionado couraçado Yamato em 12 de fevereiro de 1942. O Nagato passou por rápidas reformas no Arsenal Naval de Kure entre os dias 15 de março e 9 de abril.
O navio, comandado pelo capitão Hideo Yano, foi designado em junho de 1942 para o Corpo Principal da 1ª Frota na Batalha de Midway, junto com o Yamato, Mutsu, Hōshō, o cruzador rápido Sendai, nove contratorpedeiros e quatro navios auxiliares. Os quatro principais porta-aviões da 1ª Frota foram afundados em 4 de junho e Yamamoto tentou atrair as forças da Marinha dos Estados Unidos para o oeste, dentro do alcance de grupos aéreos japoneses vindos da Ilha Wake, e para um confronto noturno com suas forças de superfície, porém os norte-americanos recuaram e o Nagato não entrou em combate. A embarcação se encontrou com o que sobrou da 1ª Frota em 6 de junho e os sobreviventes do porta-aviões Kaga foram transferidos a bordo. O couraçado foi transferido para a Divisão de Couraçados 2 em 14 de julho e se tornou a capitânia da 1ª Frota. Yano foi promovido a contra-almirante em 1º de novembro e foi substituído nove dias depois pelo capitão Yonejiro Hisamune. O Nagato permaneceu em águas japonesas treinando até agosto de 1943. O capitão Mikio Hayakawa assumiu o comando em 2 de agosto.
No mesmo mês, o Nagato, Yamato, Fusō e o porta-aviões de escolta Taiyō escoltaram dois cruzadores pesados e cinco contratorpedeiros para Truk, nas Ilhas Carolinas. O couraçado e boa parte da frota partiu para Enewetak em resposta a um ataque aéreo contra Tarawa em 18 de setembro com o objetivo de procurar por forças inimigas, porém não as localizaram e retornaram para Truk no dia 23. Os japoneses interceptaram comunicações de rádio norte-americanas que pareciam sugerir um ataque contra a Ilha Wake, assim boa parte da 1ª Frota partiu para Enewetak em 17 de outubro a fim de se posicionaram para tal ataque. A frota chegou no dia 19 e foi embora quatro dias depois, chegando de volta em Truk em 26 de outubro. Hayakawa foi promovido a contra-almirante em 1º de novembro e foi substituído pelo capitão Yuji Kobe em 25 de dezembro.

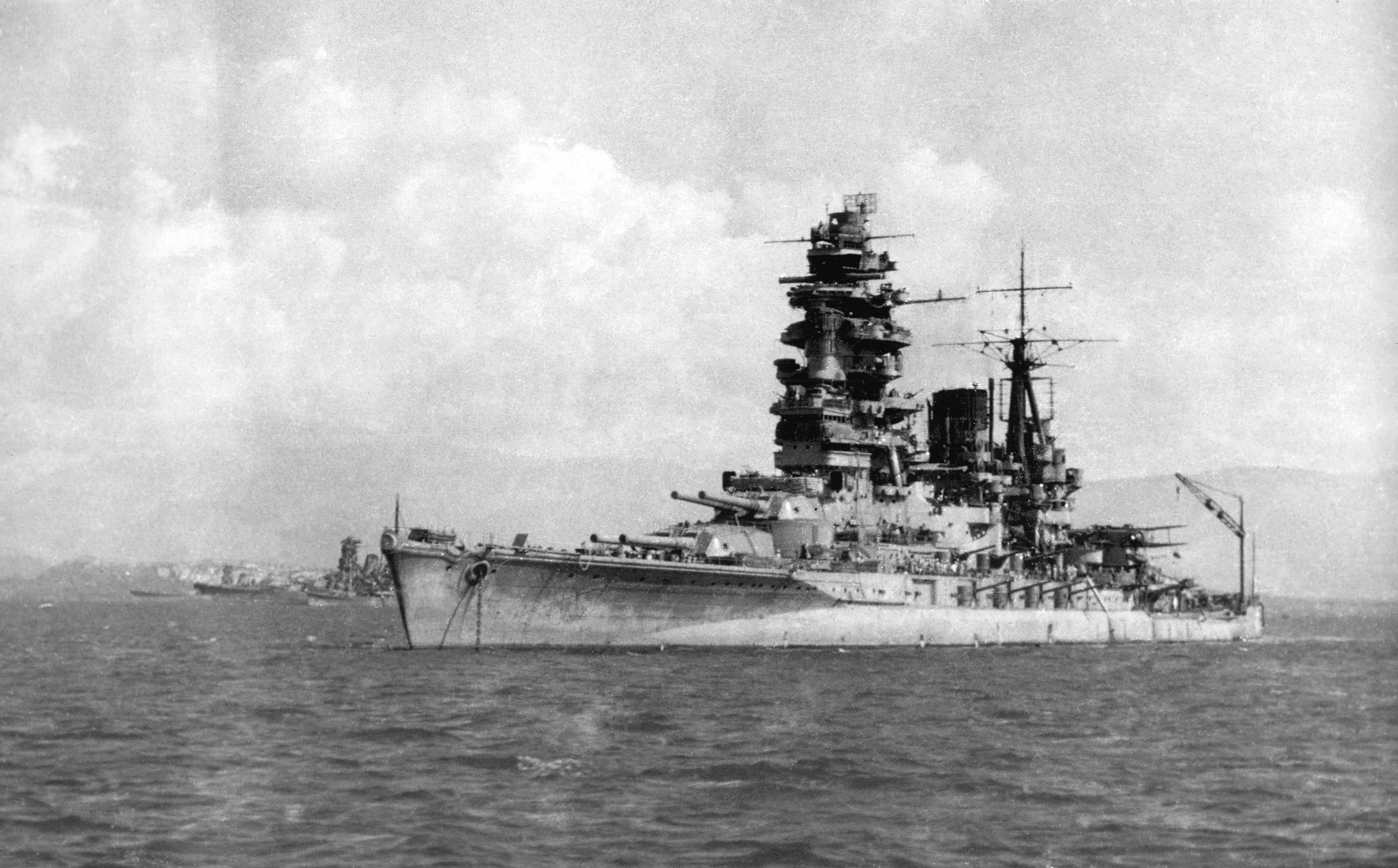
O Nagato ancorado na Baía de Brunei em 21 de outubro de 1944

O Nagato deixou Truk com o Fusō em 1º de fevereiro de 1944 para evitar um ataque aéreo norte-americano, chegando em Palau três dias depois. Eles deixaram o local em 16 de fevereiro a fim escaparem de outro ataque aéreo. As embarcações chegaram na Ilha Lingga, perto de Singapura, em 21 de fevereiro e o couraçado se tornou a capitânia do vice-almirante Matome Ugaki, comandante da Divisão de Couraçados 1, quatro dias depois, até ele transferir seu comando para o Yamato em 5 de maio. O Nagato permaneceu em Lingga realizando treinamentos até 11 de maio, com a exceção de uma breve reforma em Singapura, sendo transferido então para Tawi-Tawi. A divisão foi designada para a 1ª Frota Móvel, sob o comando do vice-almirante Jisaburō Ozawa.
A Divisão de Couraçados 1 deixou Tawi-Tawi em 10 de junho e seguiu para Bacan em preparação para a Operação Kon, um contra-ataque planejado contra a invasão norte-americana em Biak. O almirante Soemu Toyoda, o comandante da Frota Combinada, foi notificado três dias depois de ataques contra Saipan, assim a Operação Kon foi cancelada e as forças de Ugaki foram desviadas para as Ilhas Marianas. Os couraçados se encontraram com a força principal de Ozawa em 16 de junho. A Batalha do Mar das Filipinas começou três dias depois, com o Nagato escoltando os porta-aviões Jun'yō e Hiyō e o porta-aviões rápido Ryūhō. O navio disparou projéteis antiaéreos de estilhaços explosivos de seus canhões principais contra aeronaves do porta-aviões rápido norte-americano USS Belleau Wood, que estavam atacando o Jun'yō, reivindicando ter abatido dois torpedeiros Grumman TBF Avenger. A embarcação foi metralhada por aeronaves inimigas no decorrer da batalha, porém não foi danificada e não sofreu baixas.
O Nagato resgatou sobreviventes do naufrágio do Hiyō, transferindo-os para o porta-aviões Zuikaku assim que chegaram em Okinawa em 22 de junho. O couraçado rumou para Kure, onde foi equipado com radares adicionais e mais armamentos antiaéreos. Ele deixou a doca seca em 8 de julho e no dia seguinte partiu com um regimento de soldados para a 28ª Divisão de Infantaria, desembarcando-os em Okinawa em 11 de julho. Ele retornou para Lingga, passando por Manila, no dia 20 do mesmo mês.

#### Golfo de Leyte

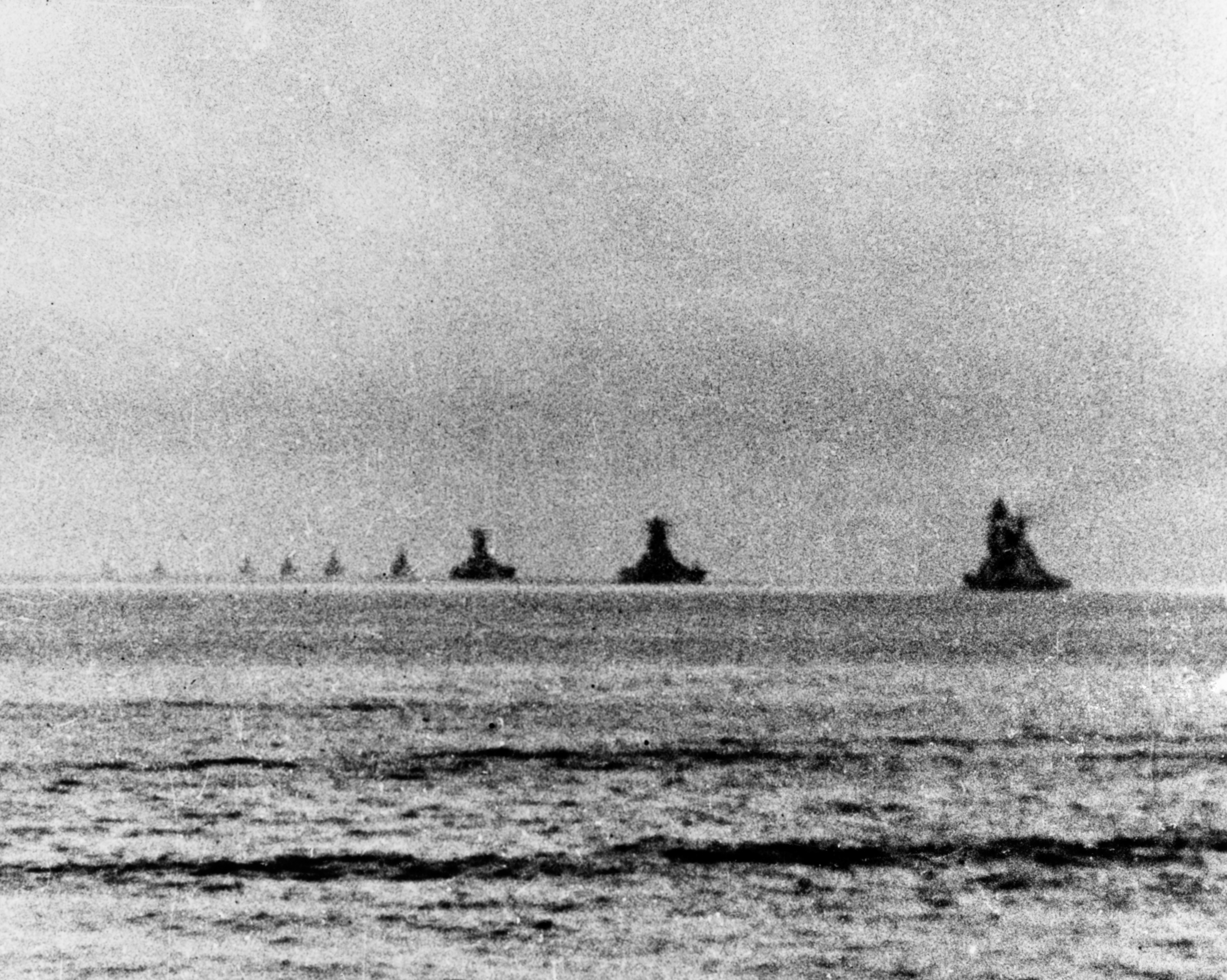
A Força Central japonesa deixando Brunei em 22 de outubro de 1944; o Nagato é o último navio da linha de batalha

Kobe foi promovido a contra-almirante em 15 de outubro. O Nagato partiu para a Baía de Brunei, na ilha de Bornéu, três dias depois para se juntar à principal frota japonesa em preparação para a Operação Shō-Gō, um planejado contra-ataque contra os desembarques norte-americanos em Leyte. O plano japonês era para que as forças de porta-aviões de Ozawa atraíssem os principais porta-aviões dos Estados Unidos para o norte de Leyte, permitindo assim que a 1ª Força de Distração do vice-almirante Takeo Kurita, também chamada de Força Central, pudesse entrar no Golfo de Leyte e destruir as forças norte-americanas que tinham invadido a ilha. O Nagato e o resto da força de Kurita deixaram Brunei para as Filipinas em 22 de outubro.
Na Batalha do Mar de Sibuyan em 24 de outubro, o Nagato foi atacado por várias ondas de bombardeiros de mergulho e caças. Ele foi atingido às 14h16min por duas bombas jogadas por aeronaves dos porta-aviões USS Franklin e USS Cabot. A primeira bomba desabilitou cinco canhões de 140 milímetros, travou uma de suas montagens de 127 milímetros e danificou a entrada de ar da sala de caldeiras Nº 1, imobilizando uma das hélices por 24 minutos até que a caldeira pode ser reiniciada. Não se sabe os danos causadas pela segunda bomba. Os dois acertos mataram 52 homens; não se sabe o número de feridos.
A 1ª Força de Distração passou pelo Estreito de San Bernardino na manhã de 25 de outubro e seguiu para o Golfo de Leyte a fim de atacar as forças norte-americanas. Na Batalha de Samar, o Nagato enfrentou os porta-aviões de escolta e contratorpedeiros do Grupo de Tarefas 77.4.3. O couraçado abriu fogo às 6h01min contra três porta-aviões, a primeira vez que ele disparou seus canhões principais contra navios inimigos em sua carreira, porém errou. O contratorpedeiro USS Heermann lançou torpedos contra o couraçado Haruna às 6h54min; eles erraram o Haruna e seguiram em direção ao Yamato e o Nagato, que estavam em um curso paralelo. Ambos foram forçados a se afastarem dezesseis quilômetros do confronto até que os torpedos ficaram sem combustível. O Nagato retornou e enfrentou os porta-aviões e suas escoltas, afirmando ter acertado um cruzador com disparos de seus canhões principais e secundários, porém nenhum cruzador estava presente na batalha. A ineficácia de seus disparos foi o resultado de visibilidade ruim causada por várias rajadas de chuva e cortinas de fumaça lançadas pelas escoltas.
Kurita ordenou uma retirada para o norte às 9h10min, porém ordenou seu retorno às 10h20min. A frota ficou sob ataque aéreo cada vez mais ferrenho e uma nova retirada foi ordenada às 12h36min. O Nagato foi acertado às 12h43min duas vezes na proa, porém os danos não foram sérios. Quatro artilheiros foram varridos para o mar às 16h56min quando a embarcação fez uma virada brusca para evitar ataques de torpedeiros; um contratorpedeiro foi destacado para resgatá-los, porém eles não foram encontrados. A frota japonesa ficou sob repetidos ataques aéreos enquanto retornavam para Brunei no dia seguinte. O Nagato e o Yamato usaram os projéteis explosivos e afirmaram ter abatido várias aeronaves. O couraçado disparou em dois dias 99 projéteis de 410 milímetros e 153 projéteis de 140 milímetros, com 38 marinheiros tendo morrido e 105 feridos.

#### Fim da guerra
O Nagato foi designado em 15 de novembro de 1944 para a Divisão de Couraçados 3 da 2ª Frota. Um ataque aéreo ocorreu no dia seguinte e o Nagato, Yamato e o couraçado Kongō partiram para Kure no dia seguinte. O Kongō e o contratorpedeiro Urakaze foram afundados pelo submarino USS Sealion em 21 de novembro. O couraçado chegou em Yokosuka quatro dias depois para passar por reparos. A escassez de combustível e materiais fez com que o Nagato não fosse trazido de volta ao serviço e assim ele foi transformado em uma bateria antiaérea flutuante. Sua chaminé e mastro principal foram removidos com o objetivo de melhorar os arcos de disparo de suas armas antiaéreas, que aumentaram para mais duas montagens duplas de 127 milímetros e mais 27 canhões de 25 milímetros. Suas armas secundárias dianteiras foram removidas em compensação. O capitão Kiyomi Shibuya substituiu Kobe no comando em 25 de novembro. A Divisão de Couraçados 3 foi desfeita em 1º de janeiro de 1945 e a embarcação foi transferida para a Divisão de Couraçados 1. Esta formação, por sua vez, foi desfeita em 10 de fevereiro e o Nagato foi designado para o Distrito Naval de Yokosuka como um navio de defesa de costa. Ele foi atracado junto ao píer e uma pequena caldeira foi instalada para propósitos de aquecimento e alimentação, enquanto um caça-submarinos convertido foi atracado ao lado a fim de proporcionar vapor e eletrecidade; suas armas antiaéreas não tinham potência total e assim estavam apenas parcialmente operacionais. O couraçado foi colocado na reserva em 20 de abril e o aposentado contra-almirante Miki Otsuka assumiu seu comando uma semana depois.

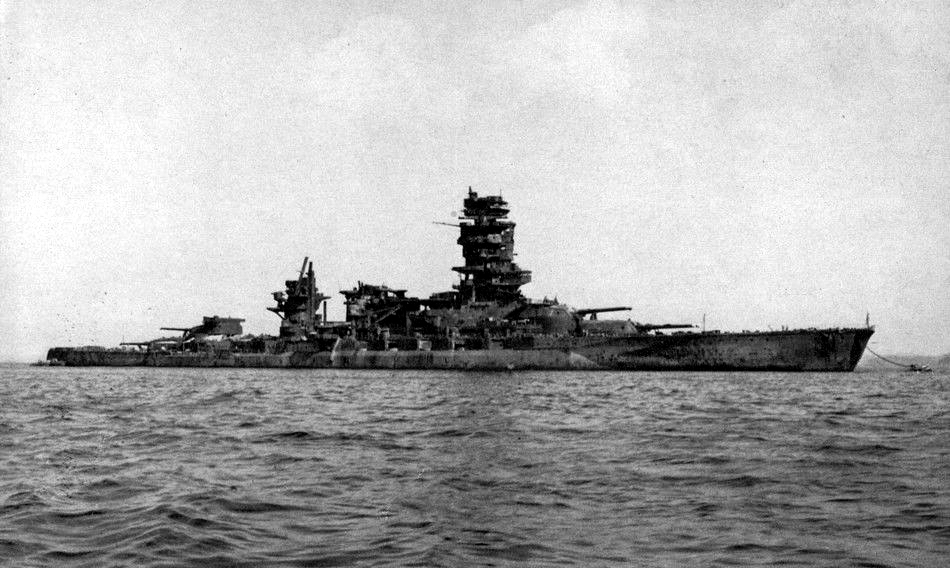
O Nagato ancorado próximo da Base Naval de Yokosuka em setembro de 1945

Todos os seus canhões secundários e aproximadamente metade de seus armamentos antiaéreos foram transferidos para terra em junho de 1945, junto com seus telêmetros e holofotes. Sua tripulação foi reduzida de acordo para menos de mil oficiais e marinheiros. O navio, sob grande camuflagem, foi atacado em 18 de julho por bombardeiros e torpedeiros vindos de cinco porta-aviões norte-americanos, parte de uma campanha do almirante William Halsey para destruir os navios capitais restantes da Marinha Imperial. O Nagato foi atingido por duas bombas; a primeira bomba de quinhentos quilogramas acertou a ponte e detonou no teto da torre de comando, matando Otsuka, o oficial executivo, e doze marinheiros. A segunda bomba de mesmo peso acertou o convés atrás do mastro principal e detonou ao atingir a terceira barbeta. Ela não causou danos na barbeta nem na torre de artilharia acima, porém abriu um buraco de 3,7 metros de diâmetro no convés acima da sala dos oficiais, matando 21 homens e danificando quatro armas de 25 milímetros no convés acima. Um foguete não detonado de tamanho incerto acertou a popa, porém não causou grandes danos. Os danos no Nagato não foram consertados e alguns de seus tanques de lastro foram enchidos com água do mar para que ele ficasse mais baixo na água, como se tivesse afundado até o fundo do porto, tudo para convencer os norte-americanos que a embarcação tinha sido seriamente danificada.
O capitão Shuichi Sugino foi nomeado o novo comandante do Nagato em 24 de julho, porém ele só conseguiu assumir a posição no dia 20 de agosto. O aposentado contra-almirante Masamichi Ikeguchi foi designado como o comandante interino do couraçado até a chegada de Sugino. O Distrito Naval de Yokosuka foi alertado na noite do dia 1 para 2 de agosto que um grande comboio estava se aproximando da Baía de Sagami e o Nagato recebeu ordens para atacar imediatamente. O navio estava completamente despreparado para realizar esse tipo de ataque, mas Ikeguchi iniciou as preparações necessárias. A água nos tanques de lastro foram bombeadas para fora e sua tripulação começou a recarregar cargas de propelentes para seus canhões principais. A embarcação recebeu mais combustível na manhã seguinte de uma barca, porém nenhuma ordem de ataque final chegou, como se tudo tivesse sido um alarme falso. O Nagato foi tomado em 30 de agosto por marinheiros do couraçado USS Iowa, pertencentes à Equipe de Demolição Subaquática 18, mais o navio de transporte USS Horace A. Bass, depois da rendição do Japão; o capitão Thomas J. Flynn, o oficial executivo do Iowa, assumiu o comando. O Nagato era o único navio couraçado japonês ainda flutuando ao final da guerra. Ele foi removido do registro naval em 15 de setembro.

### Pós-guerra

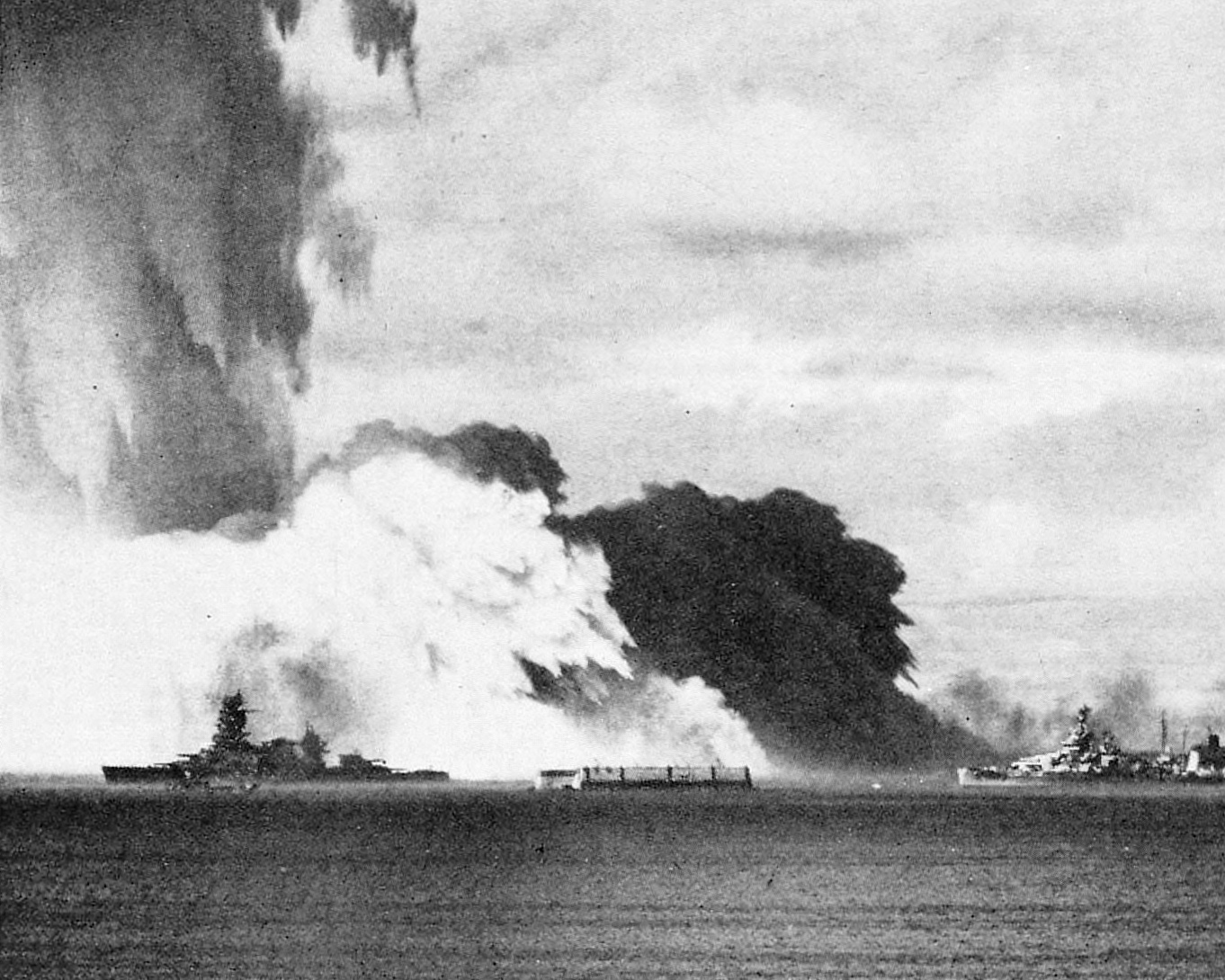
O segundo teste da Operação Crossroads em 25 de julho de 1946; o Nagato é o primeiro navio à esquerda

Os Estados Unidos selecionaram o Nagato para participar da Operação Crossroads, uma série de testes de armas nucleares realizada no Atol de Bikini em meados de 1946. O couraçado deixou Yokosuka em 18 de março e seguiu para Enewetak sob o comando do capitão W. J. Whipple e com uma tripulação de por volta de 180 norte-americanos suplementando uma tripulação japonesa. A embarcação só era capaz de chegar a uma velocidade de dez nós (dezenove quilômetros por hora) a partir de suas duas únicas hélices operacionais. Seu casco não tinha sido consertado dos danos subaquáticos sofridos durante o ataque de 18 de julho de 1945 e os vazamentos eram tantos que suas bombas não conseguiam acompanhar. O cruzador rápido Sakawa, seu acompanhante, quebrou em 28 de março e o Nagato tentou rebocá-lo, porém um de suas caldeiras quebrou e o navio ficou sem combustível sob clima ruim. Ele ficou com um adernamento de sete graus a bombordo até rebocadores de Enewetak chegarem no dia 30. Foi rebocado a uma velocidade de um nó (1,9 quilômetros por hora) e chegou em Enewetak em 4 de abril, recebendo então reparos temporários. O couraçado conseguiu chegar a uma velocidade de treze nós (24 quilômetros por hora) em sua viagem para Bikini em maio.
A Operação Crossroads começou em 1º de julho com o Teste Able, uma explosão aérea. O Nagato, por ter sido o navio de onde o Ataque a Pearl Harbor fora comandado, foi posicionado perto do alvo a fim de garantir seu naufrágio. Entretanto, a bomba errou e ele ficou a 1,5 quilômetro de distância do epicentro da explosão, sendo apenas levemente danificado. Uma tripulação mínima subiu a bordoo a fim de avaliar os danos e prepará-lo para o próximo teste em 25 de julho. Como um teste, eles operaram suas caldeiras por 36 horas sem qualquer problema. O Teste Baker foi uma explosão subaquática e o navio foi posicionado a 870 metros do ponto zero. O Nagato foi atingido pela onda da explosão com poucos danos aparentes, ficando com um adernamento de dois graus depois das águas se acalmarem. Uma avaliação mais profunda não pode ser feita porque ele estava perigosamente radioativo. Seu adernamento aumentou nos dias seguintes e o Nagato emborcou na noite de 29 para 30 de julho. Seus destroços estão de ponta-cabeça a 33,5 metros da superfície.